# Matthew Walsh
Matthew Walsh (4 de julho de 1887, data de morte desconhecida) foi um ciclista britânico. Competiu representando o Reino Unido em dois eventos nos Jogos Olímpicos de 1912 em Estocolmo.